# Artemijus Tutyškinas
Artemijus Tutyškinas (Vilnius, 8 de agosto de 2003) es un futbolista lituano que juega en la demarcación de defensa para el N. K. Celje de la Primera Liga de Eslovenia.

## Selección nacional
Después de jugar en la selección de fútbol sub-17 de Lituania, finalmente hizo su debut con la selección absoluta el 8 de septiembre de 2021 en un encuentro de clasificación para la Copa Mundial de Fútbol de 2022 contra Italia que finalizó con un resultado de 5-0 a favor del combinado italiano tras los goles de Giacomo Raspadori, Giovanni Di Lorenzo, un doblete de Moise Kean y un autogol de Edgaras Utkus.

## Clubes
| Club          | País      | Año       | Partidos | Goles |
| ------------- | --------- | --------- | -------- | ----- |
| F. C. Crotone | Italia    | 2021-2022 | 0        | 0     |
| ŁKS Lodz      | Polonia   | 2022-2025 | 37       | 1     |
| N. K. Celje   | Eslovenia | 2025-     | 16       | 4     |

## Palmarés

### Títulos nacionales
| Título            | Club        | País      | Año  |
| ----------------- | ----------- | --------- | ---- |
| Copa de Eslovenia | N. K. Celje | Eslovenia | 2025 |